# Пун месец
Пун месец је фаза када се Месец види у потпуности обасјан са површине Земље. Ова појава се дешава када се Земља налази између Сунца и Месеца. То значи да је ближа страна Месеца Земљи потпуно осунчана и изгледа као кружни диск. Пун месец се дешава отприлике једном месечно, а може се десити и два пута.
Крајем лета и почетком јесени дешавају се посебне фазе Пуног месеца познате као Жетвени месец и Ловчев месец.